# 1989 en aéronautique
Chronologie de l'aéronautique
- 1985
- 1986
- 1987
- 1988
- 1989
- 1990
- 1991
- 1992
- 1993

Cet article présente les faits marquants de l'année 1989 en aéronautique.

## Événements
- 2 janvier : premier vol de l'avion de ligne soviétique Tupolev Tu-204.
- 4 janvier : lors du second incident du Golfe de Syrte, deux F-14 Tomcat abattent deux MiG-23 Flogger libyens.
- 20 janvier : rachat de Wardair par Pacific Western.
- 19 mars : premier vol du convertible V-22 Osprey.
- 28 mai : premier vol du chasseur taïwanais AIDC A-1 Ching-Kuo.
- 8 juin : au salon du Bourget, le pilote soviétique Anatoli Kvochur s'éjecte à une altitude de 122 m soit deux secondes avant l'impact de son MiG-29 Fulcrum à la suite d'une panne moteur et après s'être assuré que son avion ne piquait pas sur la foule assistant à la démonstration.
- 17 juillet : premier vol du bombardier furtif Northrop B-2 Spirit.
- 21 août : l'Américain Shelton porte le record de vitesse pour avion à hélice à 850,263 km/h, sur un  Grumman F8F Bearcat modifié[1].
- 2 août : décès d'Alexandre Sergueïevitch Yakovlev.
- 20 septembre : attentat libyen contre un avion d'UTA au Niger ; 117 morts.
- 25 novembre : lancement du développement de l'Airbus A321.
- 10 décembre : premier vol du Da Vinci 3, hélicoptère à puissance musculaire (California Polytechnic State University). Ce vol dura 7 secondes et décolla de 20 cm.
- 29 novembre : premier vol du chasseur Vought YA-7F.
- 30 décembre : premier vol du chasseur biplace Soukhoï Su-30.

- Création d'Atlantique Air Assistance